# Síndrome do marido aposentado
Síndrome do marido aposentado (主人在宅ストレス症候群, shujin zaitaku sutoresu shōkōgun, "síndrome do estresse de ter o marido em casa") (RHS) é uma doença psicossomática relacionada ao estresse reconhecida na cultura japonesa, estimada em 60% da população idosa feminina. Acredita-se que seja uma condição em que uma mulher começa a apresentar sinais de doenças físicas e depressão à medida que seu marido atinge ou se aproxima da aposentadoria.

## Sintomas comuns
Os seguintes são alguns dos sintomas comuns da RHS:
- Depressão
- Erupção cutânea
- Asma
- Úlceras
- Pressão alta

## Razão teorizada para a RHS
Essa síndrome foi identificada e nomeada por Nobuo Kurokawa e apareceu pela primeira vez em uma apresentação dele para a Sociedade Japonesa de Medicina Psicossomática em 1991.
Kurokawa teorizou que a RHS é resultado do fato de que muitos cidadãos japoneses que estão atingindo a idade de aposentadoria, 60 anos, são membros da geração Baby Boomer do Japão. Os membros dessa geração eram esperados a cumprir certos requisitos sociais: o homem deveria ser o provedor e trabalhar para sustentar a família, enquanto a mulher deveria ser não apenas uma dona de casa, mas também demonstrar um nível de adoração pelo marido salaryman como recompensa por ele trazer o dinheiro que ela usava para cuidar dos filhos e socializar com suas amigas.
Como a carreira de um salaryman pode exigir longas horas fora de casa, tanto para trabalhar quanto para socializar com outros salarymen e seus chefes, o marido pode sair de casa nas primeiras horas da manhã e voltar tarde da noite. Isso pode significar que o marido e a esposa podem não interagir de forma intensa, e quando o marido se aposenta, ambos podem sentir que estão vivendo com alguém que é um estranho virtual.
Isso pode ser uma experiência particularmente estressante para a mulher que, como a sociedade ditava em sua juventude, é esperada para atender a todas as necessidades de seu marido e pode achar isso uma grande exigência. O estresse causado por essa mudança no estilo de vida pode levar não apenas aos sintomas listados acima, mas também a um nível de ressentimento em relação ao marido. Alguns casais se separaram devido à RHS, no entanto, o divórcio é incomum, pois não é considerado uma opção aceitável para essa geração de japoneses. Além disso, atualmente uma ex-esposa não tem direito a uma parte da pensão de seu marido caso se divorciem, e portanto pode não ser capaz de sobreviver financeiramente (embora isso tenha mudado em 2007). Apesar disso, a taxa de divórcios entre casais mais velhos no Japão aumentou nas últimas décadas, à medida que mais da população baby boomer se aposentou, subindo 26,5% em 10 anos, de acordo com o ministério da saúde. O número de divórcios entre casais casados por 20 anos ou mais atingiu 42.000 em 2004, o dobro dos registrados em 1985. Os divórcios entre aqueles casados por mais de 30 anos quadruplicaram no mesmo período. Em 2006, esses números foram projetados para subir ainda mais, pois mais japoneses deveriam se aposentar nos cinco anos seguintes do que em qualquer outro momento da história do Japão.
Algumas mulheres lidam com a RHS concentrando sua energia em obsessões, como colecionar ursinhos de pelúcia, ou seguir uma celebridade, o que elas afirmam ajudar psicologicamente. Elas também podem pedir para seus maridos continuarem trabalhando após a idade de aposentadoria. Muitas esposas não contam a seus maridos o que está acontecendo e isso pode agravar o estresse, pois os maridos podem não entender ou nem perceber que suas esposas têm RHS.

## Pesquisa
Marco Bertoni e Giorgio Brunello da Universidade de Pádua publicaram um artigo de discussão em julho de 2014 baseado em pesquisa empírica no Japão.